# کتابخانه تاریخ استیلی

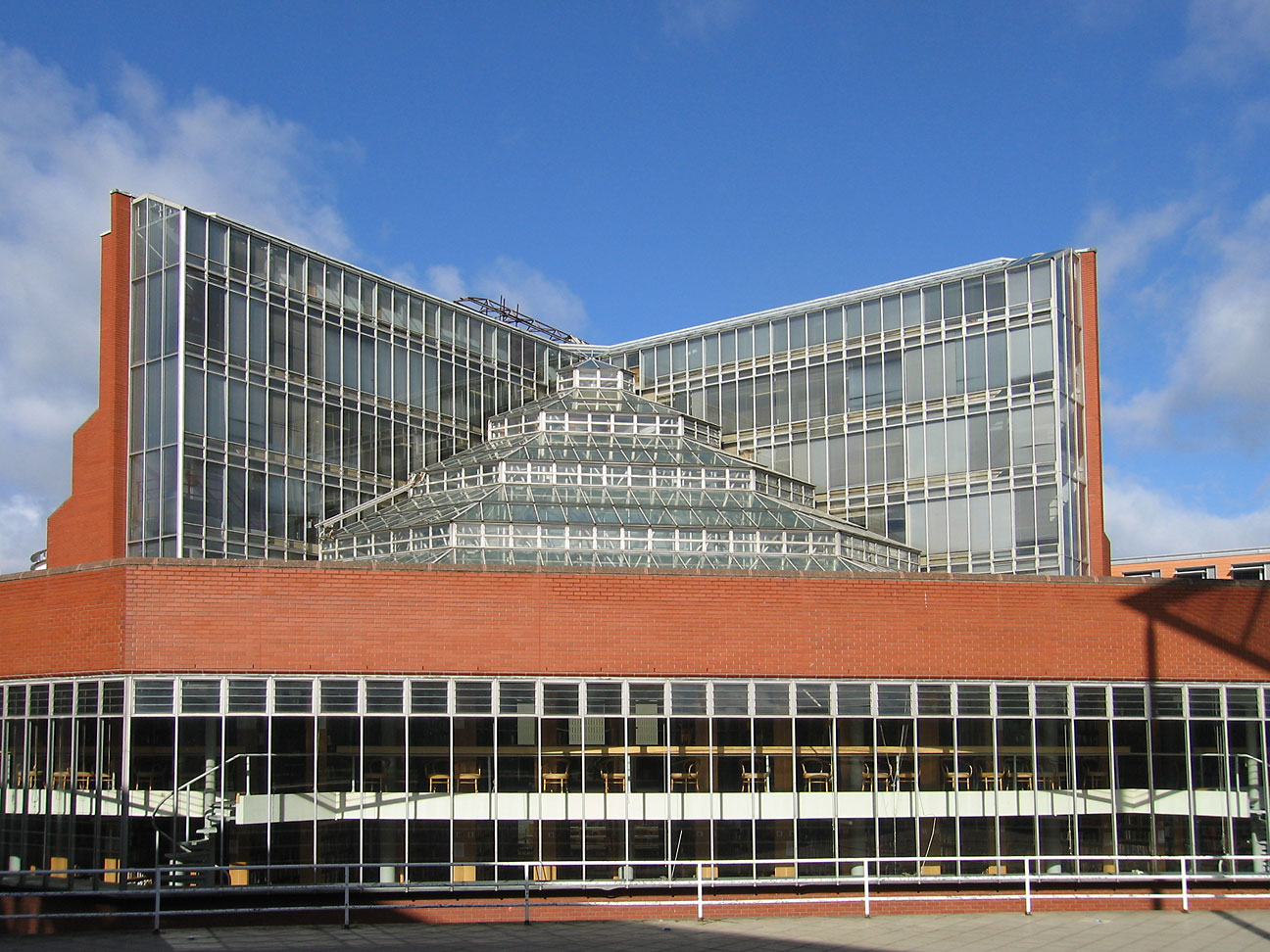

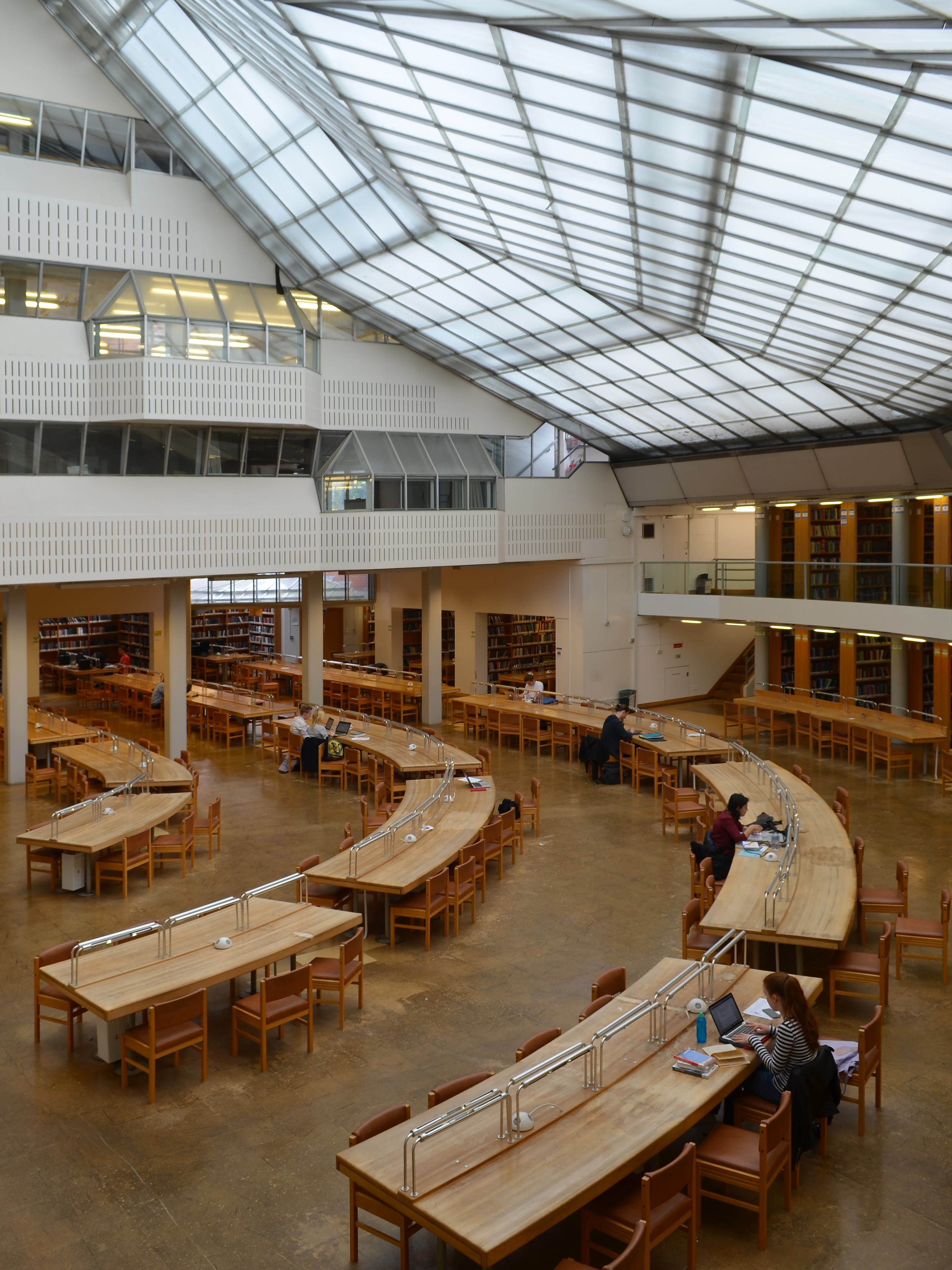

کتابخانه تاریخ استیلی (انگلیسی: Seeley Historical Library) کتابخانهٔ تاریخ دانشگاه کمبریج‌انگلستان است. این کتابخانه در دانشکدهٔ تاریخ در کمبریج قرار دارد. از سال ۲۰۰۳ کتابهای جدید بر اساس رده‌بندی کتابخانه کنگره طبقه‌بندی می‌شوند. پیش از آن از روشی منحصربه‌فرد در این کتابخانه استفاده می‌شد.
این کتابخانه در ۱۸۰۷ تاسیس شد و از ۱۹۶۸ به ساختمانی جدید با طراحی جیمز استیرلینگ منتقل شد.